# Взрыв в ресторане «Аберкорн»
Взрыв в ресторане «Аберкорн» (англ. Abercorn Restaurant bombing, ирл. Buamáil Abercorn) — террористический акт, совершённый 4 марта 1972 года в центре Белфаста (Северная Ирландия). Взрыв бомбы в здании ресторана «Аберкорн» на Касл-Лэйн унёс жизни двух женщин, ещё 130 человек были ранены. Большая часть пострадавших стала инвалидами: некоторые ослепли, некоторые потеряли конечности. Несмотря на то, что ответственность на себя официально не взял никто, виновными в теракте были признаны террористы Временной Ирландской республиканской армии (по мнению журналиста Эда Молони, ИРА всё же взяла на себя ответственность за произошедшее).

## Предыстория
Ресторан «Аберкорн» располагался в центре Белфаста по адресу Касл-Лэйн, дом 7-11. На первом этаже здания находился ресторан, а этажом выше — бар. Владельцем был 45-летний ирландский католик Билл О’Хара. 4 марта 1972 года в субботу во второй половине дня, когда в здании находились женщины и дети, в 16:28 службу спасения 999 поступил анонимный телефонный звонок: звонивший, не указав местонахождение, заявил, что в Касл-Лэйн через 5 минут взорвётся бомба. Беспокойство усиливалось тем, что по субботам в Белфасте в районе Корнмаркет часто было много людей.

## Взрыв
Пятифунтовая гелигнитовая бомба, спрятанная в сумке под столом в ресторане на первом этаже, взорвалась в 16:30. В результате взрыва погибли две девушки (католички): 22-летняя Энн Оуэнс, работница компании Electricity Board и 21-летняя Жанет Берин, радиограф из больницы. Они прогуливались в тот день и пришли в «Аберкорн», чтобы выпить кофе. Они сидели за столом, который ближе всего находился к бомбе, и приняли на себя всю силу ударной волны, которая убила их мгновенно. По иронии судьбы, Энн Оуэнс уже однажды выжила после теракта, случившегося на её рабочем месте.
Более 130 человек были ранены: взрывная волна разбросала стулья и столы по первому этажу и даже пробила стены и потолок. Огромное количество пострадавших были серьёзно покалечены: одним в буквальном смысле оторвало конечности, другим взрыв изуродовал лица; были также пострадавшие от ожогов, рваных ран, оглохшие и контуженные. Три человека ослепли в результате глазных ран, нанесённых стеклянными осколками. Трагически сложилась судьба сестёр Дженнифер и Розалин Макнёрн (последняя собиралась выходить замуж): хотя обе выжили в результате теракта, но обе лишились ног, а Розалин потеряла правую руку и глаз.
Свидетели описывали происходившее как сочетание паники и хаоса и рассказывали о том, как окровавленные люди попытались вырваться на улицу сквозь дым в атмосфере разбросанного стекла, мрамора и пролитой крови. Некоторые выбирались ползком, однако пожарные взяли всю ответственность по спасению пострадавших на себя: слишком много покалеченных человек не смогли даже сдвинуться с места. Первым на месте случившегося оказался полицейский Королевской полиции Ольстера, который был откровенно шокирован случившимся и долгое время не смог забыть о том, что увидел. По его словам, «можно было слышать только стоны и вопли покалеченных людей, которым оторвало конечности». Одним из первых репортёров на месте оказалась североирландская журналистка Глория Ханнифорд, которая видела, что на улице лежали оторванные конечности пострадавших, хотя к тому моменту скорая увезла всех раненых, а также тела погибших. Судя по найденным на месте взрыва женским сумкам и их содержимому, а также обгорелым игрушкам, полиция сделала вывод, что большая часть погибших и раненых — молодые женщины и дети.
У полиции появились некие зацепки по поводу исполнителей теракта после того, как они нашли свидетельницу взрыва: некая женщина, которая находилась внутри ресторана незадолго до взрыва, сумела покинуть за секунды до теракта здание и тем самым спаслась от гибели и ранений. Она утверждала, что незадолго до взрыва две девушки оставили сумку в ресторане и мгновенно выбежали оттуда. Женщина находилась на автобусной остановкке в момент взрыва. Детективы выяснили, что справа от того стола и произошёл взрыв: бомба находилась в той подозрительной сумке.

## Версии об организаторах и исполнителях
Предъявить кому-либо обвинения полиция не смогла, к тому же официально никто на себя ответственность не взял. Отрицали свою причастность оба крыла ИРА. Однако Королевская полиция Ольстера и британская военная разведка обвинили Временную ИРА (её 1-й батальон Белфастской бригады) в теракте, хотя эта версия не выдерживала никакой критики по причине своей абсурдности.
Версия о взрыве в католическом квартале, устроенном ирландскими националистами, сама по себе была нелепой, а жертвами и пострадавшими стали именно католики. Это дало повод фактическому командующему ИРА Шону Макстивену обвинить лоялистов Ольстера и британские спецслужбы в организации теракта. По версии Макстивена, Ассоциация обороны Вудвэйла угрожала руководству «Аберкорна» расправой за то, что тот отказывался играть гимн Великобритании в ресторане; представитель Ассоциации опроверг эти обвинения, заявив, что один из её членов также пострадал в результате взрыва.
На следующий день после взрыва в Белфасте стали распространяться листовки, подписанные Ольстерским авангардом (англ. Ulster Vanguard):

Мы не извинимся за «Аберкорн». Никто не извинился за Олдершот […] Эти дома использовались активно южноирландскими покупателями, чтобы передавать там информацию, жизненно необходимую террористам для продолжения своей деятельности.
Оригинальный текст (англ.)We make no apologies for Abercorn. No apologies were made for Aldershot [...] These premises were being used extensively by Southern Irish shoppers for the transmission of information vital to the terrorist campaign...

Тим Пэт Куган предположил, что взрыв действительно могли устроить лоялисты, но не исключил, что боевики ИРА собирались устроить теракт в другом месте и по своей неразборчивости и невнимательности банально не успели унести бомбу из ресторана. По версии Эда Молони, выдвинутой в книге «Голоса из могилы» (англ. Voices from the Grave), неофициально источники ИРА признают ответственность ирландских боевиков за взрывы. Молони предположил, основываясь на показаниях чудом спасшейся свидетельницы, что выбежавшие две девушки и были террористками. Неназванные республиканские источники утверждают, что целью взрыва было уничтожение британских солдат, которые часто патрулировали в этом районе и обыскивали бар.

## Последствия
Случившаяся трагедия вызвала мощный общественный резонанс, повергнув в шок весь Белфаст: гибель двух женщин и судьбы многочисленных искалеченных мирных граждан потрясли лоялистов, националистов и лидеров церквей. Иан Пейсли призвал правительство «мобилизовать и вооружить любого, кто способен нести оружие, чтобы встретить врага». Масштаб травм, которые получили пострадавшие, вынудил ввести карантин в Королевском госпитале Виктории впервые за всё его время существования. Спустя две недели прогремел ещё один взрыв в Белфасте на Донегол-стрит, который унёс жизни семи человек и покалечил 148. Масштабы взрыва были примерно такими же: большинство пострадавших были изуродованы и покалечены.
Злоключения в ресторане не прекратились на этом. В июле 1972 года группа лоялистов обнаружила работавшего в баре католика Майкла МакГигана и устроила там стрельбу, нанеся МакГигану смертельную рану. Поводом для этого стал тот факт, что МакГиган встречался с официанткой, протестанткой по вероисповеданию, что вызвало гнев и недовольство у лоялистов.
Здание «Аберкорна» было снесено в 2007 году.